# Novoli
Novoli község (comune) Olaszország Puglia régiójában, Lecce megyében.

## Fekvése
A Salentói-félsziget déli részén fekszik, Leccétől északnyugatra.

## Története
A település első említése a 16. század elejére tehető, amikor a Mattei nemesi család birtoka volt. A régészeti ásatások során azonban görög és római leletek is előkerültek, amik azt bizonyítják, hogy az egykoron Santa Maria Nove néven ismert település már korábban létezett. 1806-ban vált önállóvá, amikor a Nápolyi Királyságban felszámolták a feudalizmust.

## Népessége
A népesség számának alakulása:

## Főbb látnivalói
- Sant’Andrea Apostolo-templom (16. század)
- Santa Maria dell’Immacolata-templom (17. század)
- Sant’Antonio Abate-templom (17. század)
- Madonna del Pane-templom (17. század)
- Sant’Oronzo-templom (16. század)
- Palazzo Baronale (16. század)
- Teatro Comunale (19. század)
- Pietragrossa menhir